# Mongo (Čad)
Mongo je grad u Čadu. Godine 2010. imao je 29.700 stanovnika, čime je bio deveti grad po brojnosti u državi. Nalazi se u centralnom Čadu, 400 km istočno od glavnog grada N'Djamene. Sjedište je regije Guéra.